# Noirs sous le Troisième Reich
L'histoire des Noirs sous le Troisième Reich renvoie à la situation des Allemands d’origine africaine entre 1933 et 1945, héritage de son empire colonial d’avant la Première Guerre mondiale, mais aussi des métis nés de soldats français des troupes coloniales pendant l'occupation de la Rhénanie. Il y eut aussi le cas de soldats noirs des troupes alliées, dont des Afro-Américains, capturés pendant la Seconde Guerre mondiale.
La majorité des Noirs demeurant en Allemagne fut la cible des lois racistes édictées à Nuremberg : leur passeport et divers droits leur sont refusés, mais contrairement aux juifs ils peuvent continuer à vivre relativement normalement s'ils restent discrets. Louis Brody fut un des seuls noirs à pouvoir continuer à jouer au cinéma. En 1937, le régime nazi promulgue une loi instituant la stérilisation forcée des métis allemands : la moitié de ceux-ci sont effectivement stérilisés. Néanmoins, aucun noir ne fut déporté en raison de sa couleur de peau ; ceux qui le furent le devaient à leur appartenance au Parti communiste ou à des actes de résistance et d'espionnage. Les noirs présents dans divers camps de concentration (et non d'extermination), comme à Buchenwald, furent cependant souvent victimes d'humiliations liées à leur couleur de peau.[réf. nécessaire]

## Contexte historique
Avant mais aussi après la Première Guerre mondiale, un certain nombre d'Africains étaient venus en Allemagne comme étudiants, artisans, artistes de cabarets, anciens soldats ou petits fonctionnaires coloniaux, tels les leveurs d'impôts qui avaient travaillé pour le gouvernement colonial. Des métis sont ainsi nés d'Allemandes et d'Africains. Environ 1 800 noirs et métis vivent à Berlin en 1914, venant principalement des colonies allemandes et de mariages mixtes (une première vague d'immigration est issue de bateaux négriers, une seconde des exhibitions exotiques et une troisième d’un choix personnel de noirs de bonne famille voulant étudier en Europe). Ils sont néanmoins très mal considérés, et cantonnés à des emplois marginaux, par exemple musicien ou acrobate de cirque. À la fin de la Première Guerre mondiale, les traités de paix retirent à l'Allemagne l’intégralité de son empire colonial. De retour en métropole, fonctionnaires coloniaux et colons rapportent avec eux leur attitude raciste.
La Honte noire (« Die schwarze Schande (am Rhein) » ou également « Die schwarze Schmach (am Rhein) ») est le nom donné à une campagne de propagande nationaliste et raciste déclenchée dans l'Allemagne de Weimar au début des années 1920 afin de dénoncer l'occupation de la Rhénanie par les troupes coloniales françaises : celles-ci, composées de soldats sénégalais, marocains et malgaches, étaient accusées de se livrer à divers sévices, incluant viols et mutilations, à l'encontre de la population allemande. Dans Mein Kampf, Adolf Hitler accuse « les Juifs d'avoir intentionnellement amené les Nègres en Rhénanie, afin de détruire la race blanche détestée par l'abâtardissement ».
Depuis le début du siècle également, des Africains vivent en Allemagne. Il s'agissait d'étudiants, d'artisans, d'artistes, d'ex-soldats ou encore de petits fonctionnaires coloniaux. Le racisme d'État du Troisième Reich les désigne comme cible ; certains sont stérilisés ou utilisés pour des expériences médicales.

## Législation et vie quotidienne

### Législation
Selon le journaliste Serge Bilé, une des lois de Nuremberg édictées par le régime national-socialiste en 1935 dispose, en son article 13 que « la terre ne peut appartenir qu’à celui qui est de sang allemand ou apparenté. N’est pas de sang allemand celui qui a, parmi ses ancêtres, du côté paternel ou du côté maternel, une fraction de sang juif ou de sang noir ». Les Afro-Allemands sont alors déchus de leur nationalité, leurs passeports sont confisqués et les études universitaires, le service militaire et les bains publics leur sont progressivement interdits, ainsi que le mariage avec des Allemands ; ceux prononcés antérieurement sont même progressivement annulés. Cette législation s'explique par l'idéologie raciste du nazisme, mais également par le souvenir humiliant véhiculé par la campagne de propagande de la Honte noire.

### Jeux olympiques
Dix-huit athlètes afro-américains participent aux Jeux olympiques d'été de 1936 à Berlin, dont le célèbre Jesse Owens. Leur présence ne dépendait pas du Führer, mais de l'autorisation du Comité international olympique.

### Vie quotidienne des noirs dans l'Allemagne nazie
George Padmore, originaire de Trinité-et-Tobago, secrétaire général du syndicat des travailleurs noirs de Hambourg, est arrêté et expulsé vers le Royaume-Uni. Les militants de la Ligue pour la défense de la race noire sont pourchassés. Le 30 juin 1933, le communiste noir Hilarius Gilges est assassiné par des nazis à Düsseldorf. Certains artistes se font engager dans des spectacles d’exhibitions coloniaux, le Deutsche Afrika-Schau ou l’Happy Coloured Africans Exotik Shows qui leur garantit au moins une relative sécurité. Certains tournent également dans les films de propagande du régime, qui se veut bienfaisant avec des populations africaines infantilisées (Congo Express ou encore Couac en Afrique). Certains parmi la communauté noire critiquent ceux qui se laissent acheter par ces rôles humiliants et pécuniairement intéressants.
Le jazz, considéré comme une « musique noire », est interdit à la radio[réf. nécessaire]. En mai 1938, une exposition de propagande, « Entartete Kunst » (« art dégénéré ») (en) est organisée au palais de la Culture de Düsseldorf par Joseph Goebbels, ministre de la Propagande : l’affiche de l’exposition présente un joueur de saxophone noir aux traits exagérés et portant une étoile jaune.
Exemples
Bayume Mohamed Husen, qui a grandi à Dar es Salam (actuelle Tanzanie) et qui a combattu avec son père dans les troupes coloniales allemandes pendant la Première Guerre mondiale débarque en Allemagne en 1929 afin de réclamer une pension pour son père et lui-même auprès du département des affaires coloniales du ministère des Affaires étrangères, en vain. Il décide alors de rester en Allemagne et devient assistant à l'université de Berlin ; il y enseigne même le swahili. Il épouse une Tchécoslovaque et ils ont ensemble un fils, Heinz Bobo. La loi de 1935 le déchoit de son passeport allemand. Il travaille ensuite dans la production cinématographique Les Cavaliers du Sud-Est africain allemand mais est renvoyé pour ne pas avoir renouvelé un papier administratif, puis au sein du Deutsche Afrika-Schau (de), qu'il doit également quitter, car la compagnie souffre de problèmes financiers. Il subit le même sort à l'université. Il a une maîtresse allemande, et lui donne un enfant : faisant montre de peu de prudence, il se rend ensuite à la mairie de Berlin pour le faire reconnaître mais est placé en détention provisoire. Il est déporté au camp de Sachsenhausen ; il y décède de raison inconnue le 24 novembre 1944. Son premier fils survivra à la guerre.[réf. nécessaire]
Theodor Wonja Michael, originaire du Cameroun, termine sa scolarité primaire en 1939 mais n'a pas le droit de suivre une formation ultérieure en raison des lois raciales de Nuremberg. Il travaille d'abord comme portier dans un hôtel de Berlin, mais est renvoyé parce qu'un client s'était plaint de la couleur de sa peau. Le même motif lui valut de ne pas être incorporé dans la Wehrmacht. Il gagne sa vie comme acteur de cirque et comme figurant dans les films coloniaux de l'UFA. Il joue entre autres dans Münchhausen (au côté de Hans Albers, entre autres), où il avait un petit rôle. Jusqu'en 1942 environ 100 films sur la période coloniale allemande furent tournés sous les auspices du ministère du Reich à l'Éducation du peuple et à la Propagande. Ils étaient tournés en Allemagne avec des acteurs noirs auxquels ils donnaient du travail et qu'ils mettaient à l'abri de la persécution. Sur les intentions de ces films Wonja ne se faisait pas d'illusions : « Nous étions les nègres dont on avait besoin. Pour nous, c'était une question de vie ou de mort ». En 1943 on l'envoya aux travaux forcés et il fut interné dans un camp de travail près de Berlin jusqu'à la libération par l'Armée rouge.
Hans-Jürgen Massaquoi, fils d'une infirmière allemande et d'un diplomate libérien, passe son enfance sous le Troisième Reich. Sa candidature n'est pas acceptée au sein des Jeunesses hitlériennes et il échappe à l'enrôlement dans la Wehrmacht en raison de sa faible constitution. Il vit pour la première fois le racisme lorsque visitant le zoo de Hambourg, où des Noirs sont enfermés avec des animaux dans une cage, il est désigné et moqué par : « Ils ont fait un enfant ».

## Dans les camps
Après la remilitarisation de la Rhénanie qui a lieu en 1936, 800 enfants métis, fruits de relations entre les soldats français coloniaux et des Allemandes, tombent sous l’administration du Reich. Une moitié est envoyée en camps de concentration, alors que l’autre est stérilisée par le docteur Eugen Fischer, au sein de la Sonderkommission 3. La rapidité de cette opération entraîne certaines erreurs, comme la rafle de la fille d'un diplomate libérien en poste en Allemagne.
Certains Afro-Américains présents en Europe sont aussi persécutés. En 1941, la jazziste Valaida Snow est incarcérée alors qu'elle était en tournée au Danemark, pays que le Reich venait d'envahir. Le peintre Josef Nassy (en) est lui interné au camp de transit de Beverloo puis en Bavière, le marin américain Lionel Romney à Mathausen et l'Haïtien Jean-Marcel Nicolas à Buchenwald puis à Dora-Mittelbau.
Le Tanzanien Bayume Mohamed Husen est déporté au Sachsenhausen, où il mourut.
Carlos Greykey est le seul républicain espagnol noir du camp de Mauthausen. Il a survécu à la déportation, peut-être grâce à sa connaissance de la langue allemande, qui lui a valu une position privilégiée au service des officiers SS pendant une certaine période.

## Seconde Guerre mondiale

### Parmi les troupes de l'Axe

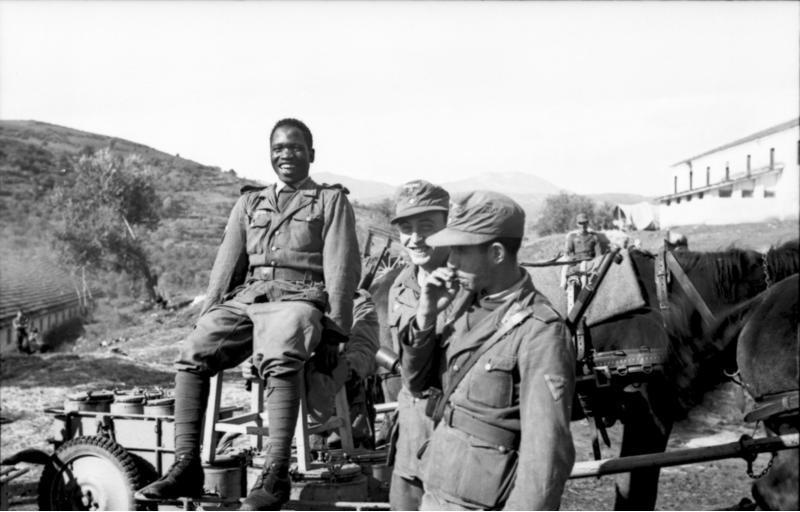
Soldats de la Légion arabe libre en Grèce, en septembre 1943.

Un certain nombre de soldats noirs issus de l'ancien empire colonial allemand ou d'Allemagne même, ont servi dans l'armée allemande (la même chose s'est produite avec l'armée fasciste italienne) durant la Seconde Guerre mondiale, sans subir de ségrégation apparente, au même titre que certains Turcs, Arabes, Indiens, Asiatiques et autres minorités. Leur histoire est en partie racontée dans l'ouvrage Black Nazis de Veronica Clark[réf. nécessaire].
Le journaliste franco-ivoirien Serge Bilé, dans un livre paru en 2011 intitulé Sombres Bourreaux, relate le cas d'Afro-Antillais qui ont intégré les rangs de la Wehrmacht pendant la Seconde Guerre mondiale. Les raisons de ces engagements étaient multiples et complexes et relevaient pour certains de motivations financières ou idéologiques. C'était le cas pour Norbert Désirée, un Guadeloupéen né à Pointe-à-Pitre en 1909, personnage principal dont le livre suit le parcours. Comme l'explique l'auteur : « Il avait envie de voir la France se relever. Autre chose, Norbert était clairement anti-communiste et ne voulait pas que le bolchevisme arrive en Guadeloupe ».

### Les noirs dans la Résistance et parmi les Alliés
Des prisonniers de guerre noirs d'armées alliées furent maltraités et parfois tués, ce qui violait les conventions de Genève.
Des soldats afro-américains participèrent à la libération des camps nazis, comme le bataillon 761 en mai 1945 pour le sous-camp de Gunskirchen, qui dépendait de Mathausen.

## Après-guerre
Après guerre, l'administration dénazifiée rend leurs passeports aux noirs persécutés, mais aucune compensation financière ne leur est versée, pas même pour ceux qui ont été stérilisés de force.